# Simin Daneshvar
Simin Dāneshvar (em persa: سیمین دانشور‎;‎) (Shiraz, 28 de abril de 1921 -  Teerã, 8 de março de 2012) foi uma escritora, acadêmica, romancista e tradutora iraniana. Daneshvar teve uma grande participação no processo de emancipação feminina em seu país: em 1948, sua coleção de contos persas foi a primeira a ser publicada por uma mulher iraniana. Escreveu Suvashun ("Mourners de Siyâvash", 1969), o primeiro romance escrito por uma mulher iraniana, e que posteriormente se tornou um best-seller. Daneshvar's Playhouse, uma coleção de cinco contos e duas peças autobiográficas, foi o primeiro volume de histórias traduzido por uma mulher iraniana.
Daneshvar morreu em casa, na cidade de Teerã, em 8 de março de 2012, em decorrência de uma forte gripe.